# Florian Grassl
Florian Grassl (ur. 22 kwietnia 1980 we Freilassing) – niemiecki skeletonista, srebrny medalista mistrzostw świata.

## Kariera
Pierwszy sukces w karierze osiągnął w 2004 roku, kiedy zdobył srebrny medal na mistrzostwach świata w Königssee. W zawodach tych rozdzielił na podium Kanadyjczyka Duffa Gibsona oraz swego rodaka - Franka Klebera. Zdobył też brązowy medal na rozgrywanych rok wcześniej mistrzostwach Europy w Sankt Moritz. Ponadto w sezonie 2008/2009 zajął drugie miejsce w klasyfikacji generalnej Pucharu Świata, ulegając tylko Rosjaninowi Aleksandrowi Trietjakowowi. Nigdy nie wystąpił na igrzyskach olimpijskich.